# As Gomorrah Burns
As Gomorrah Burns är det kanadensiska technical death metal-bandet Cryptopsys åttonde studioalbum, utgivet i september 2023 på Nuclear Blast Records i Europa och USA och i Japan på Victor.
Skivan producerades och mixades av bandets gitarrist Christian Donaldson. Två musikvideor spelades in: "In Abeyance" och "Flayed the Swine".

## Låtlista
1. "Lascivious Undivine" – 3:50
2. "In Abeyance" – 2:55
3. "Godless Deceiver" – 3:40
4. "Ill Ender" – 4:19
5. "Flayed the Swine" – 4:25
6. "The Righteous Lost" – 4:16
7. "Obeisant" – 3:52
8. "Praise the Filth" – 5:50

## Medverkande
Musiker
- Matt McGachy – sång
- Christian Donaldson – gitarr
- Oliver Pinard – basgitarr
- Flo Mounier – trummor

Produktion
- Christian Donaldson – producent, mixning, mastering
- Dominic Grimard – mixning
- Paolo Girardi – albumkonst
- AJ Loeb – layout
- Eric Sanchez – foto